# Patrik Järbyn
Patrik Inge Johan Järbyn  (* 16. April 1969 in Borås) ist ein ehemaliger schwedischer Skirennläufer. Er startete überwiegend in den Abfahrtslauf und Super-G. Järbyn gewann im Verlaufe seiner fast zwanzig Jahre dauernden Karriere drei Weltmeisterschaftsmedaillen und erzielte im Weltcup drei Podestplätze. Er hielt bis 2021 den Rekord als ältester Weltcup-Podestfahrer, bis dieser Rekord von Johan Clarey eingestellt wurde.

## Biografie
Järbyn ist fünffacher Olympiateilnehmer. Er war bei den Olympischen Winterspielen 1994 in Lillehammer, 1998 in Nagano, 2002 in Salt Lake City, 2006 in Turin sowie  2010 in Vancouver dabei. Seine beste Platzierung erreichte er 1998 beim Super-G von Nagano mit dem sechsten Platz. 
Den größten Erfolg seiner Karriere feierte er bei den Weltmeisterschaften 1996 in der Sierra Nevada. Hinter dem Norweger Atle Skårdal gewann er im Super-G die Silbermedaille. Bei den Weltmeisterschaften 2007 in Åre gewann er die Bronzemedaille in der Abfahrt und mit der schwedischen Mannschaft die Silbermedaille im Mannschaftswettbewerb. Järbyn ist damit der älteste Athlet, der je bei Skiweltmeisterschaften eine Medaille gewonnen hat.
Trotz seiner langen Karriere konnte er nie ein Weltcuprennen gewinnen. Seine beste Platzierung in einem Weltcuprennen war 1998 der zweite Rang beim Super-G von Kvitfjell. Im September 2007 zog sich Järbyn bei einem Trainingssturz in Chile eine Kreuzbandverletzung im linken Knie zu. Trotz der Verletzungspause während der gesamten Saison 2007/08 und des fortgeschrittenen Alters setzte er danach seine Karriere fort. Am 19. Dezember 2008 fuhr er beim Super-G in Gröden auf den dritten Platz, im Alter von 39 Jahren und 8 Monaten; damit war er zu jener Zeit der mit Abstand älteste Fahrer überhaupt, der im Weltcup eine Podestplatzierung erreichte (später abgelöst durch Marco Büchel und Johan Clarey).
Bei den Olympischen Winterspielen am 19. Februar 2010 erlitt Järbyn einen Sturz in Whistler im Super-G der Männer und wurde per Hubschrauber ins Spital transportiert, wo eine leichte Gehirnerschütterung und Hautabschürfungen im Gesichtsbereich diagnostiziert wurden. Wenige Wochen später startete er wieder im Weltcup. Im März 2012 erklärte er seinen Rücktritt vom Spitzensport.

## Erfolge

### Olympische Spiele
- Lillehammer 1994: 18. Super-G, 34. Abfahrt
- Nagano 1998: 6. Super-G, 10. Abfahrt, 21. Riesenslalom
- Salt Lake City 2002: 11. Super-G, 18. Abfahrt, 24. Riesenslalom
- Turin 2006: 24. Super-G, 33. Abfahrt
- Vancouver 2010: 29. Abfahrt

### Weltmeisterschaften
- Morioka 1993: 26. Riesenslalom
- Sierra Nevada 1996: 2. Super-G, 24. Abfahrt, 24. Kombination
- Sestriere 1997: 19. Super-G, 26. Abfahrt
- Vail/Beaver Creek 1999: 10. Abfahrt, 14. Kombination, 15. Super-G, 15. Riesenslalom
- St. Moritz 2003: 20. Super-G
- Bormio 2005: 21. Kombination, 26. Super-G, 32. Abfahrt
- Åre 2007: 2. Mannschaftswettbewerb, 3. Abfahrt, 17. Super-G
- Garmisch-Partenkirchen 2011: 23. Super-G

### Weltcup
- 3 Podestplätze und weitere 28 Platzierungen unter den besten zehn in Einzelrennen
- 1 Podestplatz bei Mannschaftswettbewerben

### Weltcupwertungen
| 1991/92 | 143.                                | 9                                   | 63.                                 | 3                                   | 54.                                 | 6                                   | –                                   | –                                   | -                                   | -                                   |                                     |                                     |                                     |                                     |
| 1992/93 | 60.                                 | 131                                 | 52.                                 | 9                                   | 15.                                 | 106                                 | –                                   | –                                   | 26.                                 | 16                                  |                                     |                                     |                                     |                                     |
| 1993/94 | 117.                                | 16                                  | 45.                                 | 4                                   | -                                   | -                                   | –                                   | –                                   | -                                   | -                                   |                                     |                                     |                                     |                                     |
| 1994/95 | 86.                                 | 38                                  | -                                   | -                                   | 28.                                 | 38                                  | –                                   | –                                   | -                                   | -                                   |                                     |                                     |                                     |                                     |
| 1995/96 | 52.                                 | 140                                 | 62.                                 | 2                                   | 19.                                 | 77                                  | –                                   | –                                   | 6.                                  | 61                                  |                                     |                                     |                                     |                                     |
| 1996/97 | 116.                                | 11                                  | -                                   | -                                   | 40.                                 | 11                                  | –                                   | –                                   | -                                   | -                                   |                                     |                                     |                                     |                                     |
| 1997/98 | 35.                                 | 289                                 | 33.                                 | 48                                  | 4.                                  | 195                                 | 48.                                 | 10                                  | 12.                                 | 36                                  |                                     |                                     |                                     |                                     |
| 1998/99 | 22.                                 | 336                                 | 12.                                 | 198                                 | 21.                                 | 62                                  | 25.                                 | 50                                  | 16.                                 | 26                                  |                                     |                                     |                                     |                                     |
| 1999/00 | 37.                                 | 220                                 | 17.                                 | 141                                 | 26.                                 | 42                                  | –                                   | –                                   | 13.                                 | 37                                  |                                     |                                     |                                     |                                     |
| 2000/01 | verletzungsbedingt keine Ergebnisse | verletzungsbedingt keine Ergebnisse | verletzungsbedingt keine Ergebnisse | verletzungsbedingt keine Ergebnisse | verletzungsbedingt keine Ergebnisse | verletzungsbedingt keine Ergebnisse | verletzungsbedingt keine Ergebnisse | verletzungsbedingt keine Ergebnisse | verletzungsbedingt keine Ergebnisse | verletzungsbedingt keine Ergebnisse | verletzungsbedingt keine Ergebnisse | verletzungsbedingt keine Ergebnisse | verletzungsbedingt keine Ergebnisse | verletzungsbedingt keine Ergebnisse |
| 2001/02 | 55.                                 | 118                                 | 30.                                 | 47                                  | 20.                                 | 71                                  | –                                   | –                                   | -                                   | -                                   |                                     |                                     |                                     |                                     |
| 2002/03 | 86.                                 | 51                                  | 47.                                 | 17                                  | 26.                                 | 34                                  | –                                   | –                                   | -                                   | -                                   |                                     |                                     |                                     |                                     |
| 2003/04 | 24.                                 | 350                                 | 19.                                 | 170                                 | 12.                                 | 151                                 | –                                   | –                                   | 15.                                 | 29                                  |                                     |                                     |                                     |                                     |
| 2004/05 | 43.                                 | 179                                 | 29.                                 | 103                                 | 23.                                 | 62                                  | –                                   | -                                   | 17.                                 | 14                                  |                                     |                                     |                                     |                                     |
| 2005/06 | 57.                                 | 125                                 | 35.                                 | 32                                  | 24.                                 | 93                                  | –                                   | –                                   | -                                   | -                                   |                                     |                                     |                                     |                                     |
| 2006/07 | 55.                                 | 128                                 | 35.                                 | 50                                  | 19.                                 | 78                                  | –                                   | –                                   | -                                   | -                                   |                                     |                                     |                                     |                                     |
| 2007/08 | verletzungsbedingt keine Ergebnisse | verletzungsbedingt keine Ergebnisse | verletzungsbedingt keine Ergebnisse | verletzungsbedingt keine Ergebnisse | verletzungsbedingt keine Ergebnisse | verletzungsbedingt keine Ergebnisse | verletzungsbedingt keine Ergebnisse | verletzungsbedingt keine Ergebnisse | verletzungsbedingt keine Ergebnisse | verletzungsbedingt keine Ergebnisse | verletzungsbedingt keine Ergebnisse | verletzungsbedingt keine Ergebnisse | verletzungsbedingt keine Ergebnisse | verletzungsbedingt keine Ergebnisse |
| 2008/09 | 64.                                 | 103                                 | 36.                                 | 36                                  | 19.                                 | 67                                  | –                                   | –                                   | -                                   | -                                   |                                     |                                     |                                     |                                     |
| 2009/10 | 58.                                 | 132                                 | 24.                                 | 84                                  | 27.                                 | 48                                  | –                                   | –                                   | -                                   | -                                   |                                     |                                     |                                     |                                     |
| 2010/11 | 69.                                 | 117                                 | 33.                                 | 51                                  | 23.                                 | 66                                  | –                                   | –                                   | -                                   | -                                   |                                     |                                     |                                     |                                     |
| 2011/12 | 138.                                | 5                                   | 50.                                 | 5                                   | -                                   | -                                   | –                                   | –                                   | -                                   | -                                   |                                     |                                     |                                     |                                     |

### Kontinentalcups
- 5 Podestplätze im Europacup, davon 2 Siege (ab 1994/95)
- Europacup-Saison 1995/96: 5. Super-G-Wertung
- 6 Podestplätze im Nor-Am Cup, davon 5 Siege (ab 1994/95)

### Weitere Erfolge
- 23 schwedische Meistertitel (10× Abfahrt, 10× Super-G, 3× Riesenslalom)
- 20 Siege in FIS-Rennen (ab 1994/95)